# 그류콕족제비여우원숭이
그류콕족제비여우원숭이(Lepilemur grewcockorum)는 마다가스카르에서 발견되는 족제비여우원숭이의 일종이다. 꼬리 길이는 26 ~ 30 cm이고, 전체 몸 길이는 약 55 ~ 63 cm인 중간 크기의 족제비여우원숭이이다. 그류콕족제비여우원숭이는 마다가스카르의 북서부에서 발견되며, 건조한 낙엽성 숲에서 산다.
마나사모디족제비여우원숭이(마나사모디족제비리머, Lepilemur manasamody, 학명: Manasamody sportive lemur)와 동의어로 간주된다.